# Celso Vieira
Celso Vieira est un footballeur brésilien né le 25 septembre 1974.